# Janírids
Els janírids (Janiridae) són una família de crustacis de l'ordre Isopoda, que inclou 172 espècies.

## Gèneres
Aquests 25 gèneres pertanyen a la família Janiridae:
- Austrofilius Hodgson, 1910
- Caecianiropsis Menzies and Pettit, 1956
- Caecijaera Menzies, 1951
- Carpias Richardson, 1902
- Ectias Richardson, 1906B
- Hawaianira M. A. Miller, 1967
- Heterias Richardson, 1904
- Iais Bovallius, 1886
- Ianiropsis Sars, 1897
- Ianisera Kensley, 1976
- Iathrippa Bovallius, 1886
- Jaera Leach, 1814
- Janaira Moreira & Pires, 1977
- Janira Leach, 1814
- Janiralata Menzies, 1951
- Janthura Wolff, 1962
- Mackinia Matsumoto, 1956
- Microjaera Bocquet & Levi, 1955
- Neojaera Nordenstam, 1933
- Protocharon Chappuis, Delamare-Deboutteville & Paulian, 1956
- Rostrobagatus Müller, 1993
- Trogloianiropsis Jaume, 1995